# Тампський музей мистецтва
Тампський музей мистецтва розташовано в центрі міста Тампа, штат Флорида. У ньому представлено новітнє (модерн) й сучасне мистецтво, а також грецькі, римські та етруські старожитності . Музей було засновано у 1979 році. В 2010 році музей отримав нову будівлю на північ від початкового місця вздовж Тампської стежини над річкою Гіллсборо. 

## Будівля музею
В 2006 році колегія музею та місто Тампа домовилися використати державні та приватні фонди для будівництва за 33 мільйони доларів     нової будівлі музею у 6100 м², що буде розташована у півкварталі на північ від початкового місця музею. Музей інтегрувався у міський проект Річкова стежина парку Кюртіс Гіксона на місці старого Кюртіса Гіксон-гола. Новий будинок для дитячого музею Тампа (тепер відомий як Дитячий музей Глазер) був побудований одночасно поруч. 

Стару музейну будівлю довелося зруйнувати, щоб звільнити місце для нової. Й 2010 року відбулося урочисте відкриття нового Музею мистецтв Тампа.

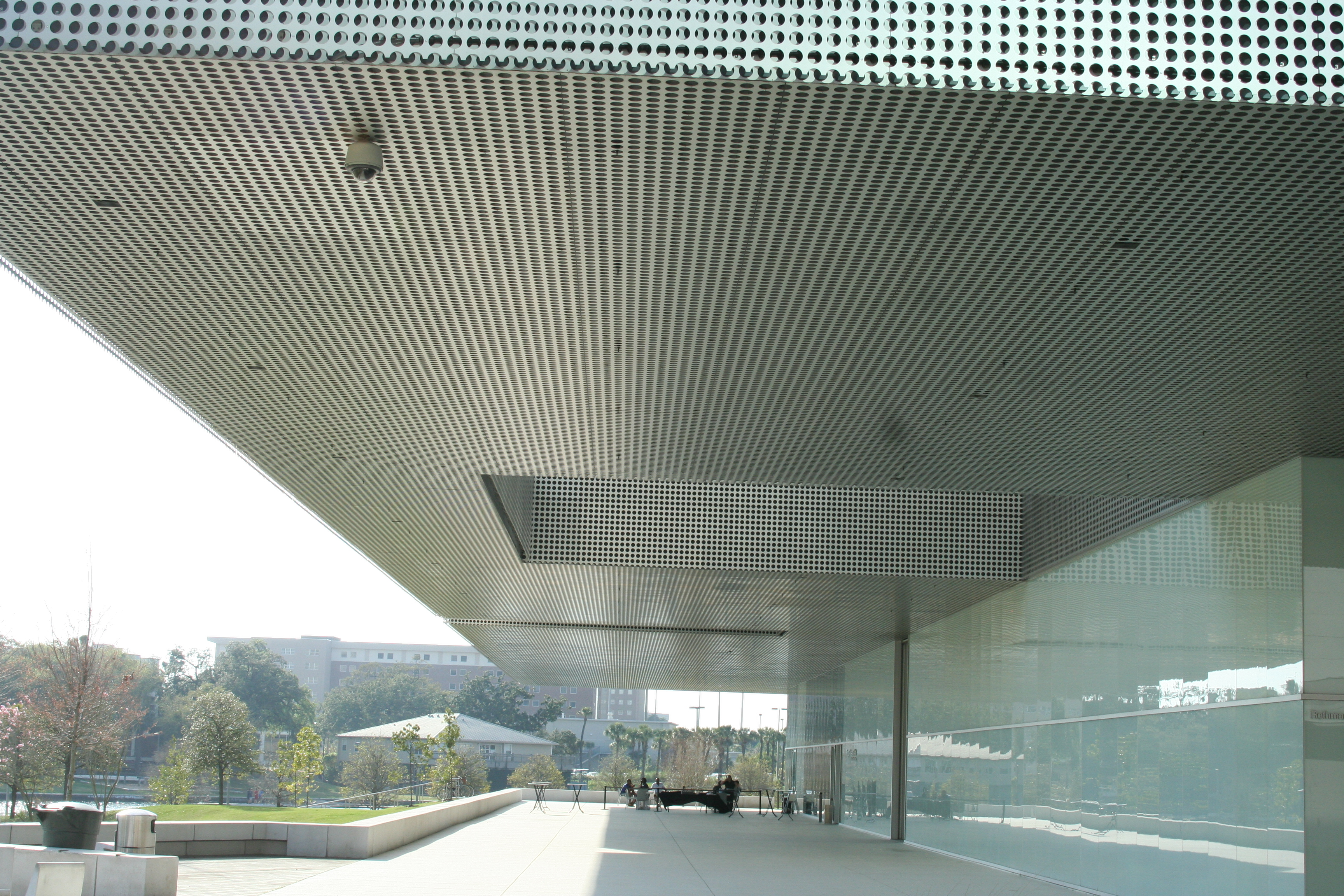
Вхід до художнього музею

Будівля, за проектом архітектора Стенлі Сайтовіца, розроблена таким чином, щоб виглядати як "електронна коробка з коштовностями, що сидить на скляному постаменті" і використовує алюмінієві, скляні та волоконно-оптичні вогні, що змінюють колір у зовнішніх стінах, щоб "зробити будівлю самою витвором мистецтва".
Інтер'єр більш нейтральний, з переважно білими поверхнями та приглушеним освітленням. Архітектор описує це як "рамку для відображення мистецтва, порожнє полотно, яке потрібно заповнити картинами, красивий, але порожній контейнер, який повинен бути доповнений його вмістом". Він включає магазин сувенірів та кафе. 
В 2010 році Музей мистецтв Тампа був обраний лауреатом американської премії архітектури Музеєм архітектури та дизайну в Чикаго Атенеум.

## Колекції
- Море спокою Ганса Оп де Біка
- Без обмежень: Джанет Біггс
- Віддалені мири: міф та історія, боги та смертні, герої та гібриди
- Реалізм: підбірки зі збірки Мартіна З. Маргуліса
- Синтаксис: текст та символи для нового покоління
- Річка Гіллсборо: від зеленого болота до затоки